# فيكي أندرسون
فيكي أندرسون (بالإنجليزية: Vicki Anderson)‏ هي مغنية أمريكية، ولدت في 21 نوفمبر 1939 في هيوستن في الولايات المتحدة.

## وصلات خارجية
- فيكي أندرسون على موقع IMDb (الإنجليزية)
- فيكي أندرسون على موقع ميوزك برينز (الإنجليزية)
- فيكي أندرسون على موقع أول ميوزيك (الإنجليزية)
- فيكي أندرسون على موقع ديسكوغز (الإنجليزية)